# Berua
Berua is een bestuurslaag in het regentschap Nias Utara van de provincie Noord-Sumatra, Indonesië. Berua telt 779 inwoners (volkstelling 2010).